# Ганин, Яков Митрофанович
Я́ков Митрофа́нович Га́нин (1885—1957г.) — начальник службы вагонного хозяйства Московской Окружной железной дороги, Герой Социалистического Труда.

## Биография
Родился в 1885 году в селе Батраки Сызранского уезда Симбирской губернии (ныне город Октябрьск Самарской области) в семье служащего Волжского речного пароходства. Окончил начальную школу. С 14 лет начал трудовую деятельность. Сначала был рабочим службы пути на сортировочной станции Батраки бывшей Московско-Казанской железной дороги. Затем трудился рабочим, слесарем паровозного депо, осмотрщиком вагонов.
В 1919 году был назначен ревизором второго участка службы тяги той же дороги, а в 1930 году переведен в Управление дороги. Два года руководил вагонным участком станции Перово Московско-Рязанской железной дороги, сейчас в черте города Москвы. В 1935 году переведён в аппарат Народного комиссариата путей сообщения на должность заместителя начальника Восточного отдела Центрального вагонного управления. За передовую работу в 1936 году был награждён первым знаком «Почётному железнодорожнику».
В 1938 году стал заместителем начальника, а потом начальником службы вагонного хозяйства Московской Окружной железной дороги. Здесь ярко проявились его организаторские способности и практический опыт работы в вагонном хозяйстве. В этой должности он проработал до 1950 года.
В период Великой Отечественной войны на Московскую Окружную железную дорогу была возложена особая миссия по перевозке воинских эшелонов, шедших с Востока на Запад. Нужно было ежедневно отгружать сотни эшелонов с войсками и вооружением фронту, доставлять необходимое сырье предприятиям Москвы. Особенно ответственным и тяжелым было время, когда враг приближался к Москве. Даже в самое трудное время на Московско-Окружной железной дороге не было ни одного срыва, ни одной задержки воинского эшелона.
В одной из характеристик Я. М. Ганин отмечалось: «. непосредственно организовал и вносил много инициативы в строительство бронепоезда на дороге, вагона-пекарни, бани и парикмахерской. Обеспечивал своевременный ремонт вагонов для всякого рода воинских перевозок, а также для эвакуации оборудования заводов и населения Москвы. Проявил личную инициативу в выпуске для фронта противотанковых ежей, лыж и других приспособлений»
Указом Президиума Верховного Совета СССР от 5 ноября 1943 года «за особые заслуги в деле обеспечении перевозок для фронта и народного хозяйства и выдающиеся достижения в восстановлении железнодорожного хозяйства в трудных условиях военного времени» Ганину Якову Митрофановичу присвоено звание Героя Социалистического Труда с вручением ордена Ленина и Золотой медали «Серп и Молот».
В 1944 году встали задачи ускорения оборота вагонов. Ганин внимательно анализировал технологический процесс осмотра и ремонта вагонов. Все отступления от нормы пресекались, устанавливался постоянный контроль. Приказом народного комиссара И. В. Ковалёва от 13 апреля 1945 года Я. М. Ганину присвоено звание директора-полковника тяги. В 1950 году он был назначен начальником инспекции — главным ревизором Главного управления вагонного хозяйства Министерства путей сообщения, где закончил свою трудовую деятельность.
Летом 1956 года ушел на заслуженный отдых. Жил в городе Москве. Скончался в 1957 году. Похоронен на Введенском кладбище (13 уч.).
Награждён двумя орденами Ленина, орденами «Знак Почёта», Отечественной войны 2-й степени, медалями, двумя знаками «Почётному железнодорожнику».